# Campero
Antiguamente, se llamaban camperos los que recorrían los campos para guardarlos. 
Los camperos debían recorrer los campos, ríos o montes para mantenerlos libres de malhechores. Gozaban del derecho de percibir ciertas multas en precio de su trabajo y vigilancia y se asemejaban en sus funciones a los cuadrilleros de la Hermandad que después les sucedieron aunque no tenían una autoridad tan extensa como estos. Dice el Fuero de Badajoz: 

Quien dixer hastas homes peche diez maravedíes à los camperos

También el término campero se aplica en la actualidad en el entorno de los videojuegos (en especial en los juegos de disparos), se denomina camper o campero a aquel jugador que efectúa ataques permaneciendo en una posición fija, estos ataques pueden ser a corta y larga distancia dependiendo del juego.